# Leiocassis tenebricus
Leiocassis tenebricus är en fiskart som beskrevs av Ng och Lim 2006. Leiocassis tenebricus ingår i släktet Leiocassis och familjen Bagridae. Inga underarter finns listade i Catalogue of Life.